# Jahir Ocampo
Jahir Ocampo Marroquinn (México, 12 de janeiro de 1990) é um saltador do México. Ele é um especialista no trampolim.
Representou seu país nos Jogos Pan-Americanos de 2015 em Toronto com um ouro e uma prata, e um bronze em Campeonato Mundial. Seu principal parceiro é Rommel Pacheco.